# Danielle Deadwyler

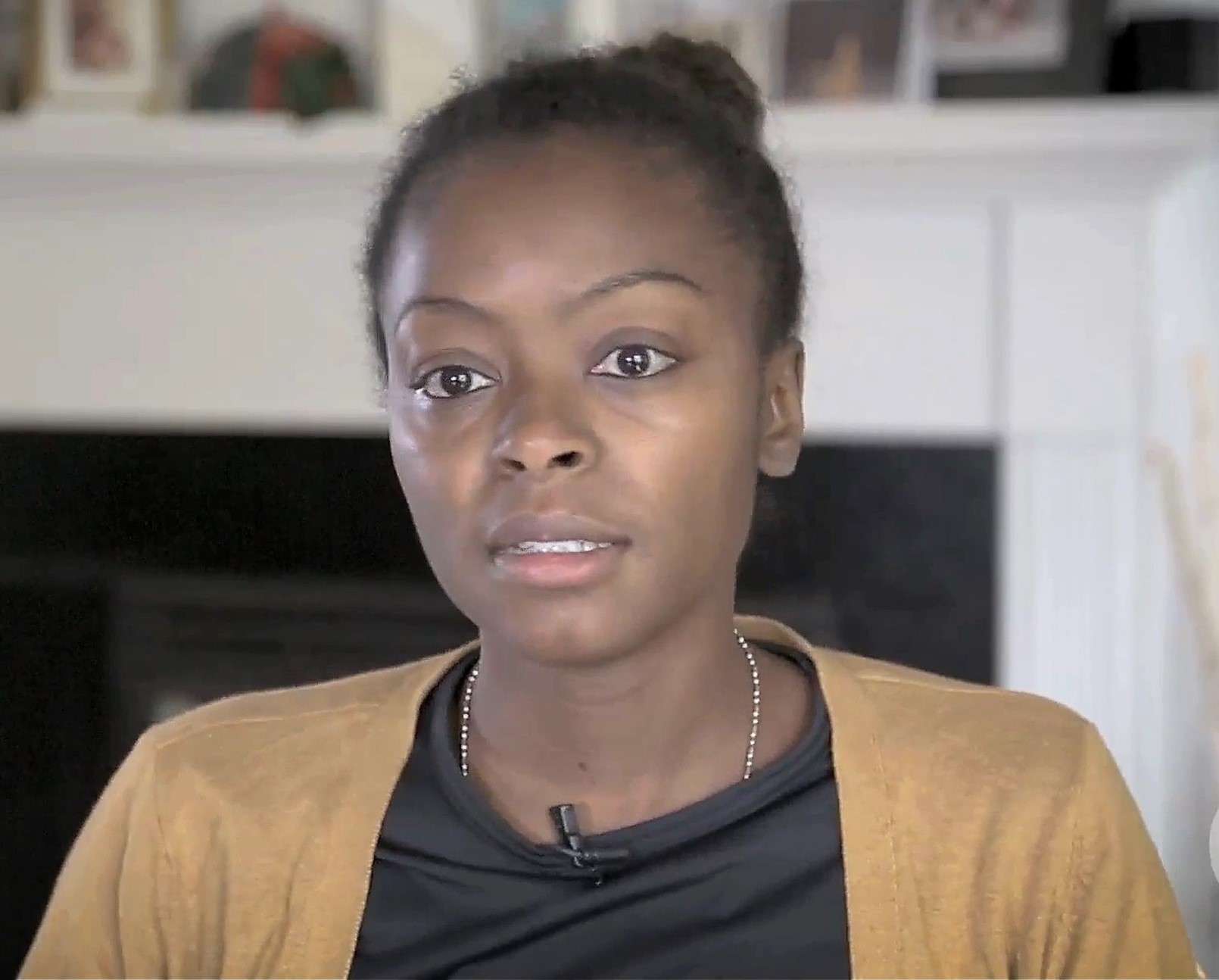
Danielle Deadwyler, 2018

Danielle Deadwyler (* 3. Mai 1982 in Atlanta, Georgia) ist eine US-amerikanische Schauspielerin, Filmproduzentin und Performancekünstlerin. Neben Auftritten im Theater hat sie seit Beginn der 2010er-Jahre in mehr als 20 Film- und Fernsehproduktionen mitgewirkt. Größere Bekanntheit erlangte sie durch ihre Rollen in den Spielfilmen The Harder They Fall (2021) und Till – Kampf um die Wahrheit (2022).

## Leben
Danielle Deadwyler wuchs in ihrer Geburtsstadt Atlanta mit drei Geschwistern auf. Ihre Familie stammte ursprünglich aus Athens (Georgia) und übersiedelte in den 1980er-Jahren in die Großstadt. Deadwylers Vater war mehr als 30 Jahre für die Eisenbahnindustrie tätig. Ihre Mutter arbeitete sich vom jugendlichen Hausmädchen zu einer eigenen Anwaltskanzlei hoch. Ihre ältere Schwester Gabrielle Fulton Ponder ist Filmemacherin und Dramatikerin. Bereits als Dreijährige fand Deadwyler Gefallen am Tanzen, woraufhin sie von ihrer Mutter zum Tanzunterricht angemeldet wurde. Sie besuchte die afroamerikanischen Kultureinrichtungen Total Dance/Dancical Productions und Marlene Rounds School of Dance.
Deadwyler war Schülerin der Henry W. Grady High School und besuchte das örtliche Spelman College, das sie 2004 mit einem Bachelor of Arts in Geschichte verließ. Weitere akademische Abschlüsse sind ein Master of Arts in American Studies der New Yorker Columbia University und ein Master of Fine Arts der Ashland University (Ohio) im Kreativen Schreiben/Poesie.
Deadwyler lebt in Atlanta und ehelichte den Geschäftsmann Reggie Haslam. Aus der Beziehung ging der gemeinsame Sohn Ezra Haslam hervor, der auch ihren Filmsohn in dem Thriller Reckoning (2019) verkörperte, der auch unter dem Titel The Devil to Pray bekannt ist.

## Werk
Deadwyler entdeckte früh ihre Liebe für den Tanz und das Theater, auch bedingt durch ihre ältere Schwester. Sie bezeichnet sich selbst als „Atlanta Theater-Baby“ und gibt an, dass trotz ihrer Hochschulausbildung die Kunst immer an erster Stelle gestanden hätte. Neben Bühnenauftritten während ihrer High-School- und College-Zeit trat sie in Atlanta auch am Gate City Heritage House, in den Gary Harrison Studios und am Atlanta Street Theatre auf. Der Theaterkritik fiel Deadwyler erstmals durch ihren lustigen Auftritt in der IKAM-Produktion von For Colored Girls Who Have Considered Suicide / When the Rainbow is Enuf (2008) auf. Für den Part der „Lady in Yellow“ wurde sie ein Jahr später als Ensemblemitglied mit dem Suzie Bass Award ausgezeichnet. Dieser erste Erfolg gab Deadwyler die Zuversicht, ihre Schauspielkarriere fortzusetzen. Zum damaligen Zeitpunkt arbeitete sie als Lehrassistentin an einer Charter School. Den wichtigsten lokalen Theaterpreis Atlantas gewann sie sechs Jahre später erneut als Ensemblemitglied in einer Inszenierung von Clybourne Park am Aurora Theatre und für ihre Hauptrolle der unbeständigen Tänzerin Christine „Chaos Unit“ Cross in The C.A. Lyons Project am Alliance Theatre. Das Stück blickte auf die afroamerikanische Tanzcommunity der 1980er-Jahre zurück, die mit den Folgen von AIDS zu kämpfen hat. Am Alliance Theater in Atlanta trat Deadwyler regelmäßig auf, u. a. in verschiedenen Rollen in dem Stück The Temple Bombing. Daneben erschien sie als Valerie in Lydia Diamonds Komödie Smart People (2016) der True Colors Theatre Company, was ihr großes Lob einbrachte.

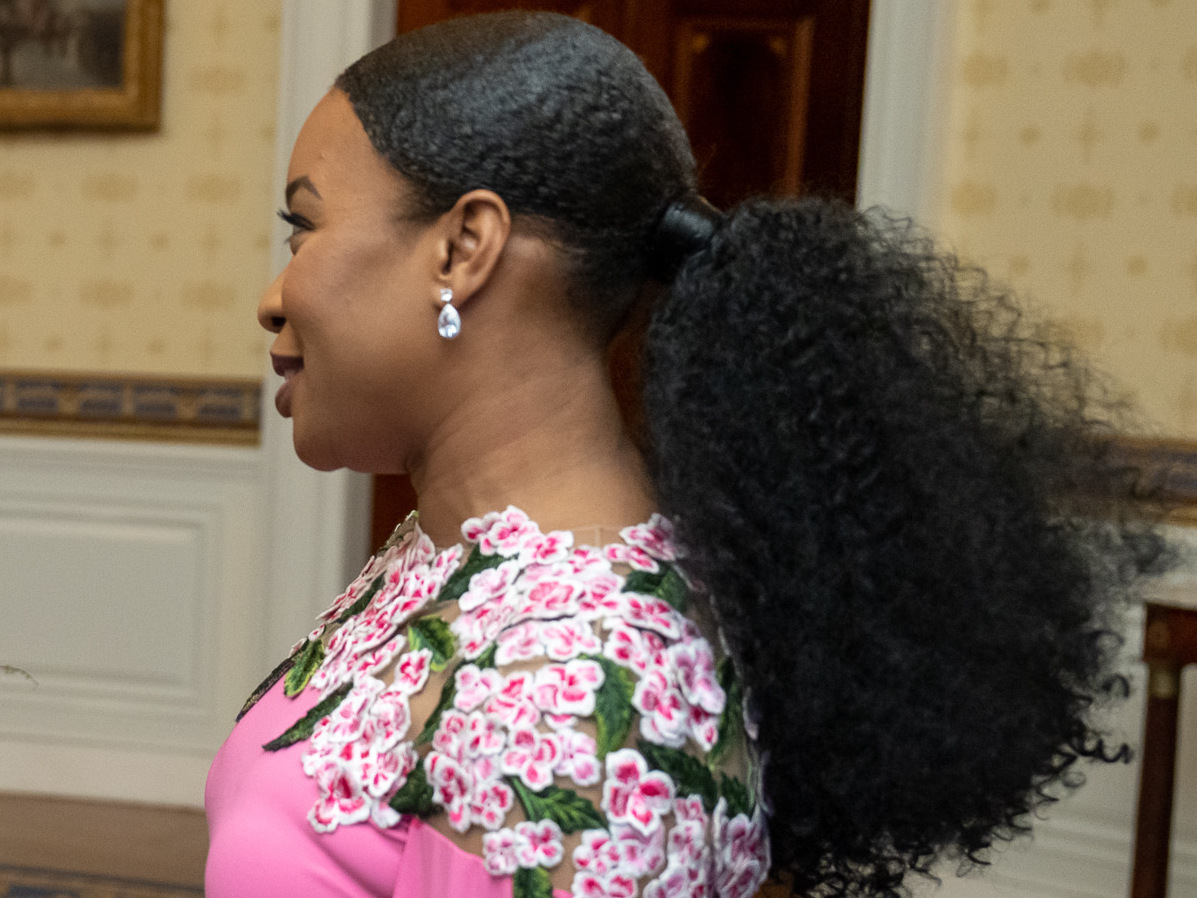
Danielle Deadwyler, 2023

Parallel zu ihrer Theaterarbeit begann Deadwyler ab Beginn der 2010er-Jahre auch in Film- und Fernsehproduktionen Fuß zu fassen. Nach ihrem Filmdebüt in Arun Fryers zehnminütigen Kurzfilm Cyburbia (2010) erhielt sie zwei Jahre später die Hauptrolle in Tandria Pottss A Cross to Bear (2012). In dem Fernsehfilm übernahm sie den Part einer alkoholkranken und obdachlosen jungen Mutter und Tänzerin. Es folgten weitere Gastauftritte im Film und Fernsehen, ehe sie 2016 in zwei Folgen der Serie Greenleaf zu sehen war und die wiederkehrende Rolle der verrückten Schwester LaQuita „Quita“ Maxwell in 14 Folgen der Serie The Haves and the Have Nots (2016–2020) verkörperte. Weitere Hauptrollen folgten in preisgekrönten Werken wie Brantly Jackson Watts’ 18-minütigen Kurzfilm Birthday Cake (2017) und Chantelle Squires historischen Spielfilm Jane and Emma (2018) neben Emily Goss.

## Filmografie
- 2010: Cyburbia (Kurzfilm)
- 2012: A Cross to Bear (Fernsehfilm)
- 2013: Mommy Uncensored (TM) (Fernsehserie, 1 Folge)
- 2013: Sweet, Sweet Country (Kurzfilm)
- 2014: Ir/Reconcilable (Kurzfilm)
- 2015: Being Mary Jane (Fernsehserie, 1 Folge)
- 2015: The Youth (Kurzfilm)
- 2016–2020: The Haves and the Have Nots (Fernsehserie, 14 Folgen)
- 2016: Remedy (Kurzfilm)
- 2016: Brazilian Wavy (Kurzfilm)
- 2016: Greenleaf (Fernsehserie, 2 Folgen)
- 2017: MacGyver (Fernsehserie, 1 Folge)
- 2017: Birthday Cake (Kurzfilm)
- 2017: Begabt – Die Gleichung eines Lebens (Gifted)
- 2017: Das Leuchten der Erinnerung (The Leisure Seeker)
- 2018: Hap and Leonard (Fernsehserie, 1 Folge)
- 2018: Atlanta (Fernsehserie, 1 Folge)
- 2018: Jane and Emma
- 2019: Reckoning / The Devil to Pray
- 2019: Black Dispatch (Kurzfilm)
- 2019: Watchmen (Fernsehserie, 2 Folgen)
- 2020: FBI: Most Wanted (Fernsehserie, 1 Folge)
- 2020: Paradise Lost (Fernsehserie, 10 Folgen)
- 2020: P-Valley (Fernsehserie, 3 Folgen)
- 2021: The Harder They Fall
- 2021–2022: Station Eleven (Fernsehmehrteiler, 5 Folgen)
- 2022: Till – Kampf um die Wahrheit (Till)
- 2022: From Scratch (Miniserie, 8 Folgen)
- 2024: I Saw the TV Glow
- 2024: Parallel
- 2024: The Piano Lesson
- 2024: 40 Acres
- 2024: Carry-On
- 2025: The Woman in the Yard

## Auszeichnungen
- 2009: Suzie Bass Award – Bestes Schauspielensemble, Theaterstück (For Colored Girls Who Have Considered Suicide / When the Rainbow is Enuf)
- 2015: Suzie Bass Award – Beste Hauptdarstellerin, Theaterstück (The C.A. Lyons Project)
- 2015: Suzie Bass Award – Bestes Schauspielensemble, Theaterstück (Clybourne Park)
- 2019: Atlanta Artadia Award
- 2019: GenreBlast Film Festival – Beste Hauptdarstellerin, Spielfilm (Reckoning)
- 2021: Gotham Award – Bestes Schauspielensemble (The Harder They Fall)
- 2021: Princess Grace Award
- 2021: Women Film Critics Circle Award – „Invisible Woman Award“ (The Harder They Fall)
- 2022: Black Reel Award – Nominierung als beste Nachwuchsdarstellerin (The Harder They Fall)
- 2022: Image Award – Beste Nebendarstellerin, Spielfilm (The Harder They Fall)
- 2022: Gotham Award – Beste Hauptrolle (Till)